# Pseudacteon claridgei
Pseudacteon claridgei är en tvåvingeart som beskrevs av Ronald Henry Lambert Disney 2000. Pseudacteon claridgei ingår i släktet Pseudacteon och familjen puckelflugor.
Artens utbredningsområde är Frankrike. Inga underarter finns listade i Catalogue of Life.